# 中国海军361潜艇海难
中国海军361潜艇海难发生于2003年4月16日，中国人民解放军海军361号潜艇在内长山以东中国领海进行训练时，由于指挥操纵不当造成机械故障失事，艇上70名官兵全部遇难。2003年5月2日新华社对此事报导，但未指出失事确切日期，潜艇事后被拖回港口。中共中央军委主席江泽民和副主席胡锦涛5月2日发了唁电。
香港文汇报披露潜艇失事的主因是潜艇充电时进气阀未打开，以致艇内氧气短时间内耗尽，搭乘人员窒息而死。

## 事故報告與後續
根据事后的调查，事发的经过大概如下：
- 事故发生於2003年4月16日，该艇在返回青岛威海基地途中，起因是需要为潜艇各个系统重新蓄电。按照程序，蓄电需要发动柴油发电机，而发电机发动时会消耗艇内大量氧气，其设计中的一个隐患是氧气系统与艇内空气相连，故潜艇需要上浮至接近海面，打开位于突出部分的可伸缩进气通道，使其道口完全接触大气，再吸入空气。
- 调查发现，事故发生时，进气通道的阀门因机械故障而未打开。在未排除安全问题下，柴油机便直接发动，其后迅速消耗艇内氧气。事后取得的有关数据显示，艇内的氧气在接近两分钟的时间内基本消耗完全，安全人员對此未能在第一时间做出反应。
- 与此同时，该艇正在进行「静默」训练，根据命令切断了与艇外的联络，因此艇外人员没能及时发现意外的發生。按照程序，各舱盖当时是关闭的，由于氧气消失的关系，造成了艇内外的气压差。在负压力下，即使尚有意识，舱口也極難从内向外打开。於是在失去了维生的氧气十几分钟后，艇内人员基本都因机械失灵而全员丧生[3]。

後續懲處：
- 中共中央军委于6月13日给予济南军区副司令员兼海军北海舰队司令员丁一平、海军北海舰队政治委员陈先锋及其他八名有关人员行政撤职、降职等纪律处分。
- 海军司令员石云生、海军政治委员杨怀庆也遭撤职。
- 尽管报导并未公布易員之原因，但一般相信与361号失事並導致70名官兵全体罹难有关。[來源請求]

361艇属海军北海舰队潜艇第十二支队，该支队由四艘同型的035型潜艇组成，分别为359号、360号、361号和362号，编制为57人。